# Тхакургаон (зіла)
Тхакургаон (бенг. ঠাকুরগাঁও জেলা, Thakurgaon Jela також Thakurgaon Zila) — район у північно-західній частині Бангладеш. Це частина району Рангпур і межує з Індією на заході. Він був заснований як махакума в 1860 році, що складається з 6 тана під назвами Тхакургаон садар, Баліадангі, Піргандж, Ранішанкайл, Харіпур і Рухія. У 1947 році він був відновлений як махакума, включаючи 3 тана Джалпайгурі та тана кочбіхар Індії. У 1981 році Атоарі було включено до складу нового району Панчагарх, і територія скоротилася лише на 5 тана. Потім його було створено як округ 1 лютого 1984 року.

## Підрайони
У Тхакурґаоні є 5 упазіла, 6 тана, 53 спілки, 647 муза та 1016 сіл. Упазили в цьому районі:
1. Тхакургаон Садар Упазіла
2. Баліадангі Упазіла
3. Харіпур Упазіла
4. Ранісанкайл Упазіла
5. Піргандж Упазіла

У районі Рангпур також є упазіла під назвою Піргандж.

## історія

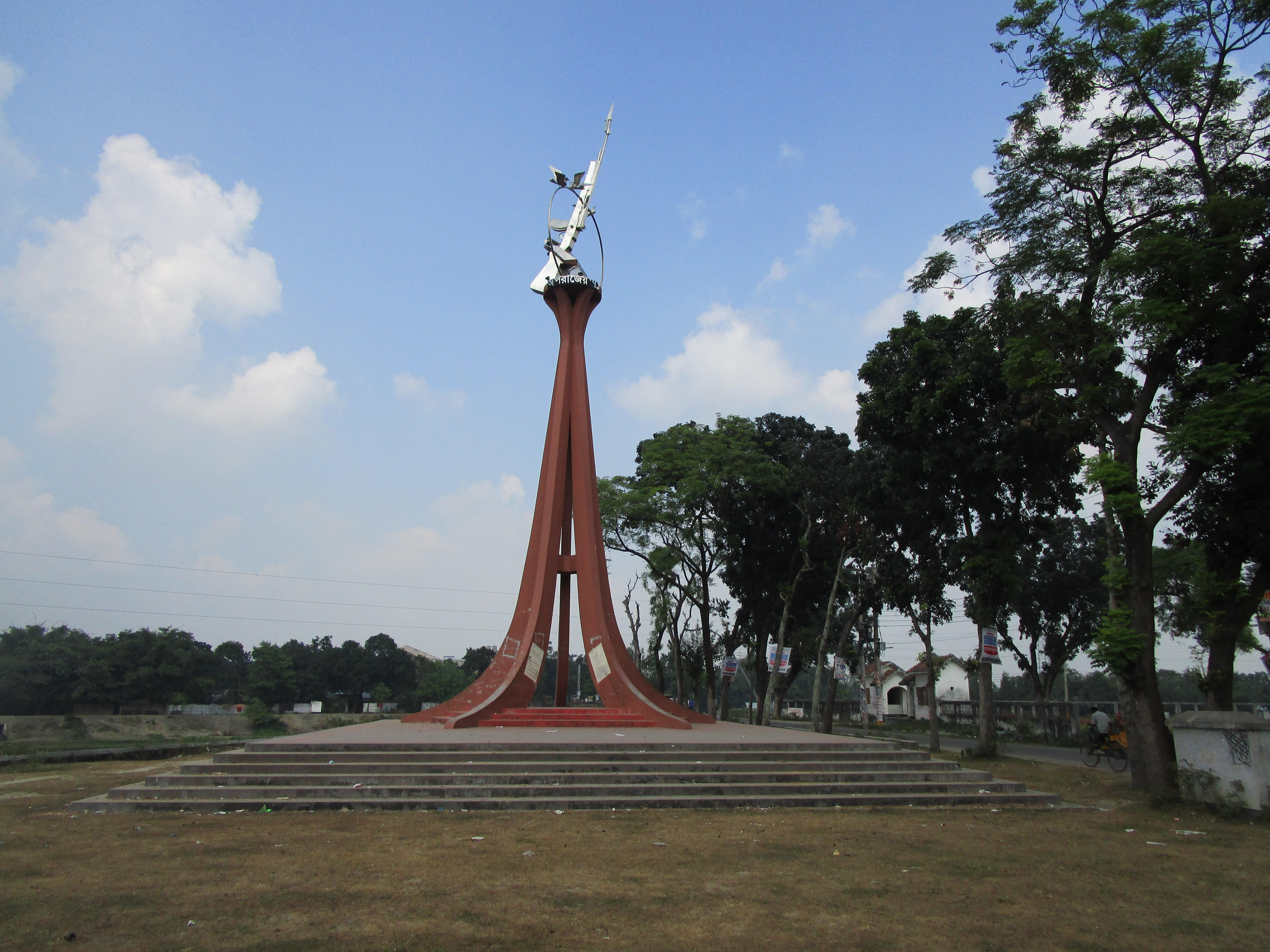
Пам'ятник війни 1971 року біля річки Тангон.

Під час британського правління Тхакургаон був техсілем (районним підрозділом). У 1947 році під час поділу Індії підрозділ Тхакургаон став частиною новоствореного округу Дінаджпур у Східній Бенгалії. У 1984 році район Тхакургаон був відокремлений від Дінаджпура та став окремим районом (тобто округ Тхакургаон). До 1879 року округом Тхакургаон керували мої брахмани Майтхіл і бенгальські брахмани, такі як Бікаш Джа, Барун Тхакур і Віденеш Рой. До 1947 року в районі Тхакургаон більшість населення становила 52% індуїстів. Більшість людей вважають, що район Тхакурґаон отримав свою назву від імені Баруна Тхакура, брахмана Майтіла .

## Географія
Площа Тхакургаона становить 1 781,74 км2. Тхакургаон знаходиться в північно-західній частині Бангладеш, це приблизно 467 рік км від Дакки, столиці Бангладеш. Він оточений районом Дінаджпур на півдні, районом Панчагарх на сході та Індією на заході та півночі, це частина Гімалайської рівнини. Найвища середня температура в цьому районі становить 33,5° за Цельсієм, а найнижча – 10,05° за Цельсієм.